# Ineke Mulder-van der Veldt
Ineke Mulder-van der Veldt is een voormalig Nederlands softballer.
Mulder-van der Veldt kwam als werper uit voor het eerste damesteam van DSS en was tevens international van het Nederlands damessoftbalteam. Na haar actieve topsportcarrière ging ze golf spelen en bereikte een handicap van 7.